# Lac La Biche County
Das Lac La Biche County ist eine der Verwaltungseinheiten (eine „Specialized Municipality“) in Alberta, Kanada. Der Verwaltungsbezirk liegt in der Region Nord-Alberta und gehört zur „Census Division 12“. Er wurde zum 1. August 2007 (incorporated als „Municipal District of Lac La Biche County“), durch die Zusammenlegung des ehemaligen Verwaltungsbezirks „Lakeland County“ und der ehemaligen Kleinstadt Lac La Biche (welche zum Weiler heruntergestuft wurde), eingerichtet. Seinen Verwaltungssitz hat der Bezirk im Weiler Lac La Biche. Zum 1. Januar 2018 wurde der Statuts von dem eines „Municipal District“ in den einer „Specialized Municipality“ geändert.
Der Verwaltungsbezirk ist für die kommunale Selbstverwaltung in den ländlichen Gebieten sowie den nicht rechtsfähigen Gemeinden, wie Dörfern und Weilern und ähnlichem, zuständig. Für die Verwaltung der Städte (City) und Kleinstädte (Town) in seinen Gebietsgrenzen ist er nicht zuständig.

## Lage
Die „specialized municipality“ liegt Nordwesten der kanadischen Provinz Alberta. Im Nordwesten folgt die Bezirksgrenze streckenweise dem Verlauf des Athabasca Rivers. In den östlichen Ausläufern des Bezirks liegt der Winefred Lake, während im südlichen Bereich der namensgebende Lac La Biche liegt. Die Hauptverkehrsachsen des Bezirks sind in Ost-West-Richtung der Alberta Highway 55 sowie in Nord-Süd-Richtung der Alberta Highway 36 und der Alberta Highway 63.
Mit dem Sir Winston Churchill Provincial Park, auf einer Insel im Lac La Biche und dem Lakeland Provincial Park, um verschiedene Seen im östlichen Bezirk, befinden sich zwei der Provincial Parks in Alberta im Bezirk.
| Municipal District of Opportunity No. 17 | Wood Buffalo                                | Improvement District No. 349            |
| Athabasca County                         | Kompassrose, die auf Nachbargemeinden zeigt |                                         |
| Smoky Lake County                        | County of St. Paul No. 19                   | Municipal District of Bonnyville No. 87 |

## Bevölkerung
| Jahr | Erhebung          | Einwohner | Änderung | Fläche (km²) | Bev.-dichte (EW/km²) |
| ---- | ----------------- | --------- | -------- | ------------ | -------------------- |
| 2016 | Volkszählung 2016 | 8330      | - 0,9 %  | 12.572,29    | 0,7                  |
| 2011 | Volkszählung 2011 | 8402      | - 7,9 %  | 16.300,95    | 0,5                  |

## Gemeinden und Ortschaften
Folgende Gemeinden liegen innerhalb der Grenzen des Verwaltungsbezirks:
- Stadt (City): keine
- Kleinstadt (Town): keine
- Dorf (Village): keine
- Weiler (Hamlet): Beaver Lake, Hylo, Lac La Biche, Plamondon, Venice

Außerdem bestehen noch weitere, noch kleinere Ansiedlungen und zahlreiche Einzelgehöfte.